# Ras al-Ma
Ras al-Ma (arab. رأس الماء; fr. Ras El Ma) – jedna z 52 gmin w prowincji Sidi Bu-l-Abbas, w Algierii, znajdująca się w południowo-zachodniej części prowincji. W 2008 roku gminę zamieszkiwało 18644 osób. Numer statystyczny gminy w Office National des Statistiques d'Algérie to 2223.